# Cantonul Saint-Varent
Cantonul Saint-Varent este un canton din arondismentul Bressuire, departamentul Deux-Sèvres, regiunea Poitou-Charentes, Franța.

## Comune
| Comune               | Populație (1999) | Cod poștal | Cod INSEE |
| -------------------- | ---------------- | ---------- | --------- |
| La Chapelle-Gaudin   | 217              | 79300      | 79072     |
| Coulonges-Thouarsais | 431              | 79330      | 79102     |
| Geay                 | 344              | 79330      | 79131     |
| Glénay               | 536              | 79330      | 79134     |
| Luché-Thouarsais     | 384              | 79330      | 79159     |
| Luzay                | 556              | 79100      | 79161     |
| Pierrefitte          | 334              | 79330      | 79209     |
| Sainte-Gemme         | 380              | 79330      | 79250     |
| Saint-Varent         | 2.480            | 79330      | 79299     |